# Gavin Hamilton

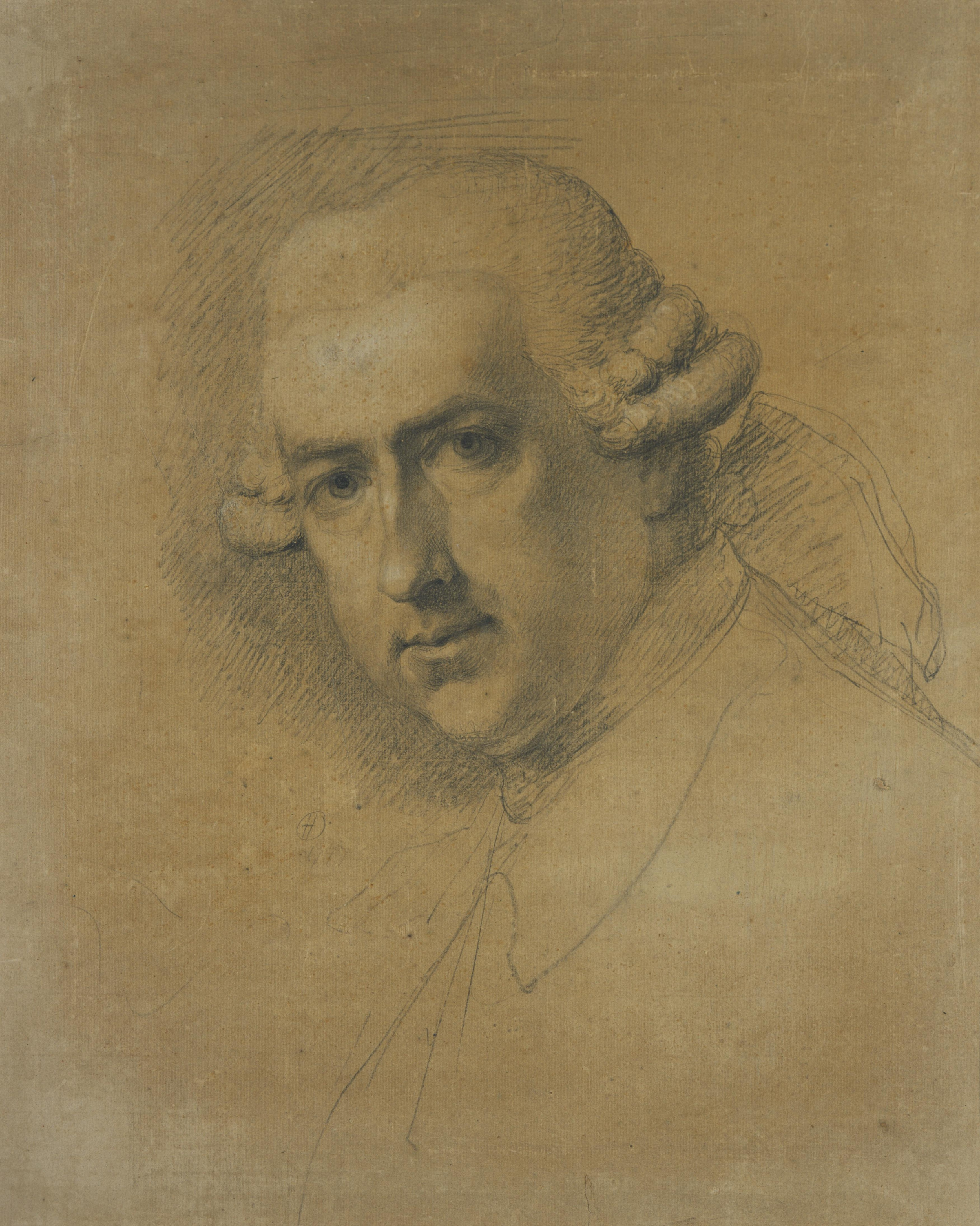
Gavin Hamilton, 1778
(Zeichner: Ozias Humphry)

Gavin Hamilton (* 1723 in Lanark, Lanarkshire, Schottland; † 4. Januar 1798 in Rom) war ein schottischer Historien- und Porträtmaler, Archäologe und Kunsthändler. Als Maler gilt er als ein Pionier des Klassizismus, den er mit recht akademischem Malstil vertrat.

## Leben
Er entstammte der schottischen aristokratischen Familie der Hamiltons aus Murdieston (Lanarkshire). Er studierte zunächst Griechisch an der Universität Glasgow. Seit 1748 studierte und lebte er dann in Rom, wo Agostino Masucci (1690–1768) sein Lehrmeister war. In den Jahren 1752 bis 1754 kehrte er allerdings kurzfristig nach England und Schottland zurück.
In Rom war er Mitglied an der Academy of English Professors of the Liberal Arts. Außerdem wurde er gemeinsam mit Thomas Jenkins am 2. Februar 1761 an der Accademia di San Luca als Accademici di merito begrüßt. Seine Historiengemälde gelten als die ersten des aufkommenden Klassizismus. Für die britische Aristokratie malte er Porträts. Außerdem war er an den Wandmalereien in der Villa Borghese beteiligt.
In den Jahren 1764 bis 1767 war der schottische Maler und Illustrator David Allan (1744–1796) einer seiner Schüler. Zu Hamiltons Bekanntenkreis zählten u. a. Anton Raphael Mengs und Johann Joachim Winckelmann sowie die junge Angelika Kauffmann.
Hamilton beteiligte sich 1769 an den archäologischen Ausgrabungen der Villa Adriana des römischen Kaisers Hadrian und war auch an Ausgrabungen in Teilen der Via Appia und in Ostia Antica beteiligt. Er gilt als der erfolgreichste Antikenausgräber der zweiten Jahrhunderthälfte.

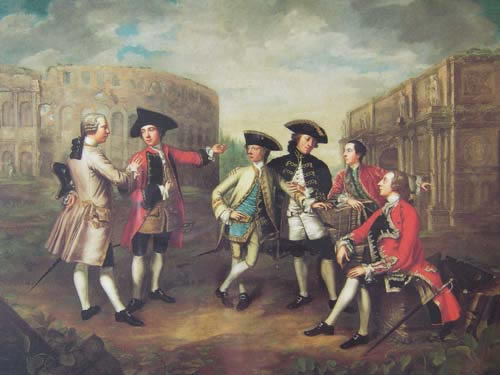
Briten auf ihrer Grand Tour in Rom
(Maler: James Russel, um 1750)

Hamilton gilt als einer der prominentesten unter allen Künstlern und Sammlern im Europa des 18. Jahrhunderts. Obwohl er eigentlich nach Rom gekommen war, um sein Talent als Maler zu verbessern und sein Wissen um die Antike zu erweitern, fand er sich bald im Kreis jener Vielzahl britischer Reisender wieder, die auf ihrer modischen Grand Tour Italien besuchten, um sich entweder eine Sammlung an Kunstwerken oder antiken Funden aufzubauen oder dort ihre Sammlung zu vergrößern. Es war deshalb ziemlich leicht für Hamilton, einen entsprechenden Kunsthandel zu beginnen. Im Laufe der Zeit wurde dieser Handel zu seiner wichtigsten Beschäftigung, womit er sich schließlich auch seinen Namen in der Kunstwelt machte. Er hatte Kontakte zu den bekanntesten Kunstsammlern. Heute so berühmte Kunstwerke wie Leonardo da Vincis Felsgrottenmadonna (National Gallery, London), Domenico Tintorettos Die Anbetung der Hirten (Fitzwilliam-Museum, Cambridge) und Salvator Rosas Pythagoras (Kimbell Art Museum, Fort Worth) gingen damals durch seine Hände.

## Veröffentlichungen
- als Herausgeber: Schola Italica Picturae, 41 Kupferstiche, Rom 1773